# Kościół Najświętszego Serca Pana Jezusa w Sosnowcu
Kościół pod wezwaniem Najświętszego Serca Pana Jezusa w Sosnowcu − kościół parafialny wybudowany w 1862 r. z datków kolejarzy i mieszkańców Sosnowca oraz Pogoni. Budynek znajduje się obok stacji kolejowej Sosnowiec Główny przy ulicy 3 Maja 20a. Ze względu na ofiarność pracowników kolei przy pozyskiwaniu funduszy na budowę świątyni oraz bliskie położenie infrastruktury kolejowej historycznej kolei warszawsko-wiedeńskiej budynek znany jest mieszkańcom Sosnowca jako „kościół kolejowy”.

## Historia
Zwiększająca się liczba ludności i brak świątyń w gwałtownie rozrastającym się Sosnowcu sprawiły, że w październiku 1861 r. mieszkańcy zwrócili się do Konsystorza Jeneralnego diecezji kielecko-krakowskiej z prośbą o zgodę na budowę kościoła. Kościół wybudowano w ciągu roku i już 27 października 1862 r. Konsystorz Generalny w Kielcach wydał plebanowi Parafii św. Stanisława Biskupa i Męczennika w Czeladzi upoważnienie do jego poświęcenia. Sama uroczystość odbyła się dwa tygodnie później 11 listopada 1862 r. przy udziale Ojców Paulinów z Jasnej Góry i franciszkanów reformatów z Warszawy. Ogólny koszt budowy wyniósł 15 tys. rubli. Do końca Powstania Styczniowego w 1864 r. opiekę nad kościołem sprawowali ojcowie Paulini, którzy dojeżdżali z Leśniowa. Kościół poświęcił proboszcz z Czeladzi ksiądz Wojciech Janecki, zaś administrator diecezji kielecko-krakowskiej biskup Maciej Majerczak erygował tu filię parafii czeladzkiej z osobnym duszpasterstwem. Na usilne prośby mieszkańców Sosnowca październiku 1872 r. został wyznaczony stały wikariusz kościoła ksiądz Damian Zakrzewski, franciszkanin reformata z Pilicy. W latach następnych rektorami byli kapłani mający zlecone inne ważne obowiązki duszpasterskie w Sosnowcu.

## Opis budynku
Kościół jest budowlą zaprojektowaną w stylu neogotyckim, na którą składa się prostokątna nawa z pięciobocznym prezbiterium, podłużna zakrystia, a także niewielka wieża z galerią i ozdobnym dachem hełmowym oraz kruchtą w jej przyziemiu. Budowla posiada sześć dużych okien  ostrołukowych w głównej nawie, których witraże przedstawiają świętych Stanisława, Kazimierza, Barbarę i Teresę. W prezbiterium znajdują się dwa małe ostrołukowe okna, w których znajdują się wizerunki św. Andrzeja Boboli i św. Jozafata Kuncewicza. Obaj męczennicy ponieśli śmierć z rąk Moskali. Pośrodku w okrągłym oknie uwieczniono na witrażu obraz Matki Boskiej Częstochowskiej.  We wnętrzu świątyni zachowały się fragmenty pierwotnego neogotyckiego wyposażenia, obejmujące ustawioną w głównym ołtarzu figurę Najświętszego Serca Jezusa, dłuta Pawła Turbasa z Olkusza, organy z jednym manuałem z 1864 r. zbudowane przez Józefa Szymańskiego z Częstochowy i kręte schody z kutą balustradą na chór muzyczny. Współcześnie wykonano wizerunki świętych w dekoracji chóru oraz nową nastawę ołtarza głównego według projektu Barbary Popczyk. Na ścianie bocznej po lewej stronie prezbiterium znajduje się najstarszy w parafii obraz przedstawiający Matkę Boską Częstochowską, przeniesiony z groty po wybudowaniu kościoła. W przedsionku wejścia do kościoła umieszczono tablice marmurowe upamiętniające fundatorów i dobroczyńców. Na froncie, przy wejściu do świątyni, widnieje wykuta z kamienia postać Chrystusa, dłuta Pruszyńskiego, ufundowana z okazji 50-cio lecia kościółka w 1912 r. oraz zegar słoneczny. W parku przykościelnym znajduje się szereg kaplic, a wśród nich grota kamienna z żelazną figurą Matki Boskiej z Lourdes, która została sprowadzona w 1904 r. Zanim zbudowano kościół odbywały się tutaj Msze święte. W jej pobliżu znajduje się kaplica Grobu Chrystusowego, gdzie w Wielkim Tygodniu urządza się Grób Pański, a w ciągu roku kaplica ta ściąga wielu wiernych na modlitwę. Nieco dalej od kościółka, obok plebanii, znajduje się grota Bożego Narodzenia. Na murze zamykającym park od południa umieszczono stacje drogi krzyżowej. Niegdyś uchodziły one za dzieło samego mistrza Włodzimierza Tetmajera, jednak ekspertyzy wykluczyły taką możliwość. Obrazy drogi krzyżowej poświęcone zostały 6 sierpnia 1915 r.. Na lewo obok groty znajduje się kończąca stacje drogi krzyżowej murowana kaplica św. Antoniego Padewskiego. Drewnianą kaplicę pod jego wezwaniem rozebrano.
Dnia 11 kwietnia 1997 r. budynek został wpisany na listę zabytków. W 2011 r. kościół otrzymał nowy neogotycki ołtarz główny, który odtworzono pod nadzorem konserwatora zabytków z rysunków dawnego wnętrza, a jego wykonawcą został Jacek Merkiel ze Starej Wsi koło Wilamowic. Dzięki podjętym pracom w budynku świątyni wyremontowano zakrystię, którą wykończono w drewnie w stylu neogotyckim oraz kruchtę, a także wykonano ogrzewanie gazowe, zamontowano nowe płytki posadzkowe i ogrzewanie podłogowe w prezbiterium.

## Park i zespół kaplic

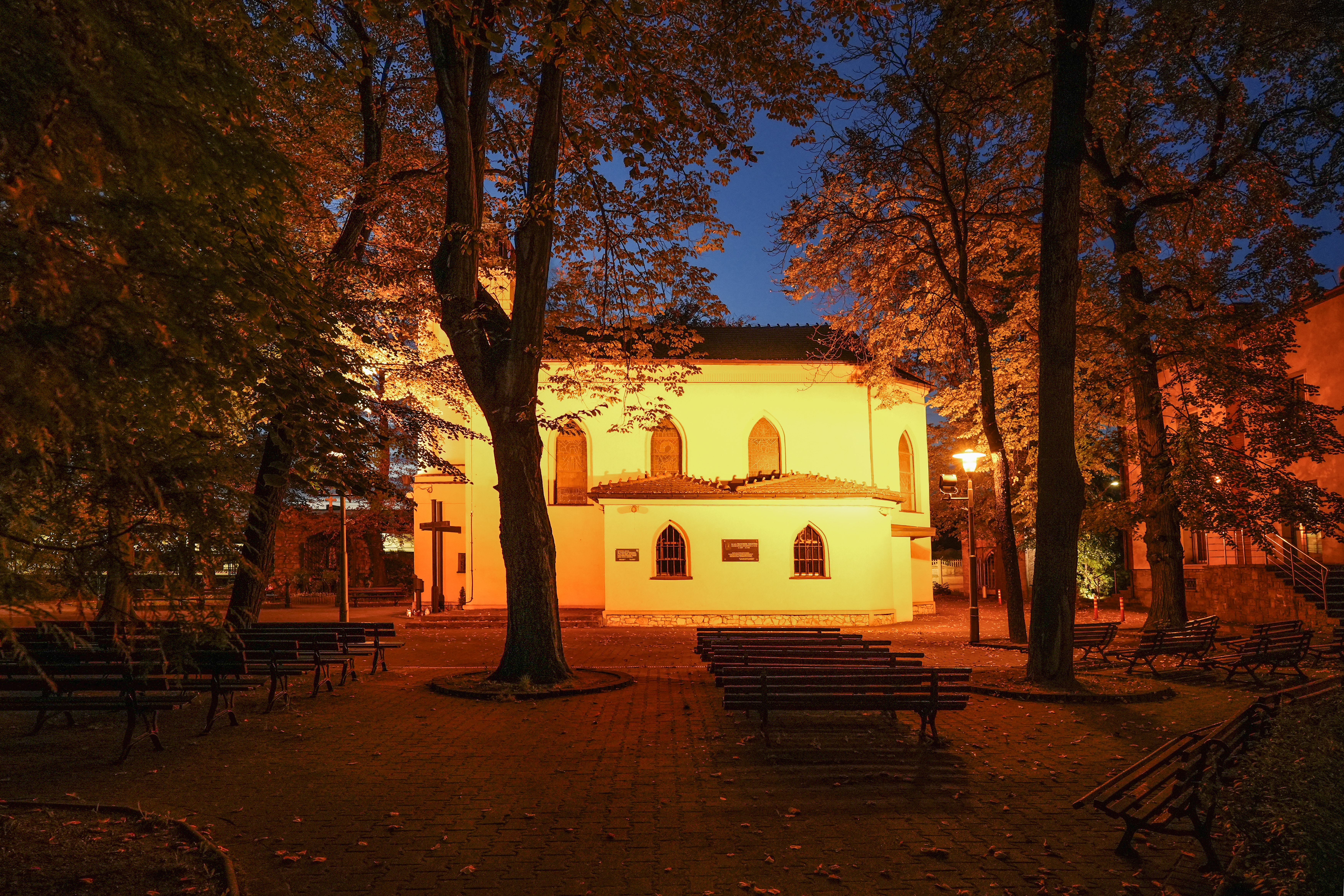
Kościół z otoczeniem

W parku przykościelnym znajduje się zabytkowy zespół kaplic.  Jedna z nich to grota  kamienna, a w niej figura Matki Boskiej z Lourdes, w której przed wybudowaniem kościoła, odprawiały się Msze święte. prowadzone przez ojców paulinów z Częstochowy. Figura w grocie jest  wykonana z żelaza. Sprowadzona została z Lourdes w 1904 roku na 50-lecie  ogłoszenia dogmatu o  Niepokalanym Poczęciu Najświętszej Maryi Panny. Na lewo obok groty  znajduje się kończąca stacje drogi krzyżowej kaplica św. Antoniego  Padewskiego. Idąc od groty w stronę plebanii po lewej stronie umiejscowiona jest kaplica Grobu Chrystusowego.

## Parafia
Gospodarzem kościoła jest należąca do rzymskokatolickiej diecezji sosnowieckiej Parafia Najświętszego Serca Pana Jezusa w Sosnowcu, która została ustanowiona 12 sierpnia 1958 r. przez biskupa częstochowskiego Zdzisława Golińskiego. Pierwszym proboszczem został ksiądz Stefan Babczyński. Parafia działa na terenie dzielnicy Śródmieście i Stary Sosnowiec. 
Parafia jako jedyna w mieście prowadzi stały konfesjonał (od poniedziałku do soboty), a spowiedź prowadzona jest również w językach obcych: angielskim, hiszpańskim, niemieckim, włoskim, francuskim oraz ukraińskim. Kościół parafialny jest też miejscem wieczystej adoracji Najświętszego Sakramentu. Parafia dzięki przekazowi internetowemu regularnie transmituje na żywo Msze święte, które sprawowane są w budynku świątyni.  

## Miejsce pamięci
8 września 2004 r. biskup sosnowiecki Adam Śmigielski poświęcił w kościele tablicę upamiętniającą księdza Franciszka Raczyńskiego. 